# Zamie
Zamie (Zamia), česky též keják, je rod rostlin z čeledi zamiovité (Zamiaceae). Rod obsahuje přibližně 58 druhů cykasů ze Severní, Střední a Jižní Ameriky. Zamie často rostou ve vlhčích lesích. Rod byl česky pojmenován již v roce 1846 Janem Svatoplukem Preslem.
Do rodu patří řada menších zamií, včetně vůbec nejmenšího cykasu, kubánského kejáku trpasličího (Zamia pygmaea) s listy 30–70 cm dlouhými a větvenými podzemním kmeny, každým 2–4 cm širokým. Mezi menší rostliny patří například keják otrubnatý (Zamia furfuracea) z Mexika, nazývaná pro tvrdost listu chybně „kartonová palma“.
Na druhé straně ovšem stojí např. kolumbijská zamie Roezlova (Zamia roezlii), která patří mezi největší cykasy. Je považovaný za vůbec nejprimitivnější zamii a dorůstá výšky až 7 m. Jedná se o jeden z mála cykasů dobře snášejících mokro. Roste v brakickém bahně přilehlém k mangrovům a některé z nich jsou schopny přežít zaplavování slanou vodou při přílivu. Jako jediný z cykasů je tato rostlina pojmenována po českém botanikovi – Benediktu Roezlovi.

## Etymologie

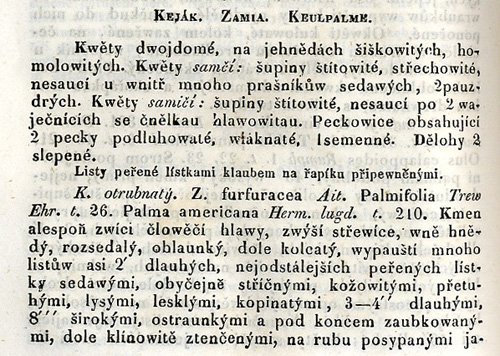
Wšeobecný rostlinopis J. S. Presla z roku 1842 stanovil české názvy rodu Zamia

Vědecké jméno Zamia pochází z řečtiny, kde řecké slovo „azaniae“ označuje šišku borovice.
Český název rodu Zamia není ustálen. Ve starší literatuře lze nalézt první české pojmenování „keják“. Tento název označuje zhruba totéž jako latinský název: šišku na stonku, tedy „kyj“. Toto české jméno vzniklo v 19. století především díky úsilí J. S. Presla, jinak autora i známějších jmen jako např. bledule, kukuřice či kopretina. Prvním pojednáním o tomto rodu v češtině byl text ve Wšeobecném rostlinopise z roku 1846. Presl zde pojmenoval i tři z jedenácti rodů cykasů. Ve zmíněné knize byl pojmenován i první druhy z rodu Zamia – keják otrubnatý (Zamia furfuracea).
V botanickém slovníku, vydaném v roce 2012, je jako doporučený český název uvedeno jméno zamie.

## Popis

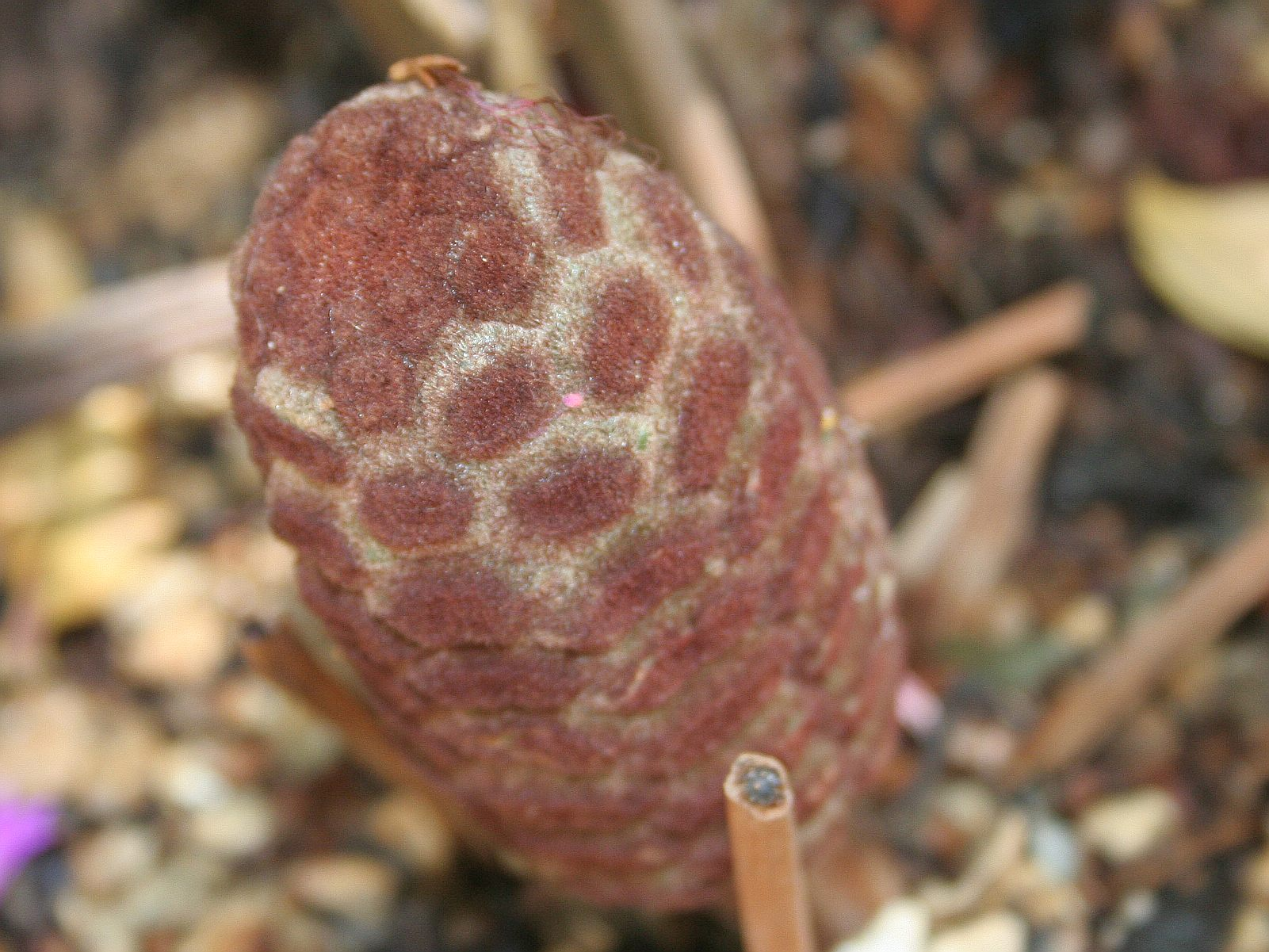
Šiška druhu Zamia integrifolia

Rod zahrnuje cykasy s nadzemním (Zamia roezlii, 7m), podzemním (Zamia integrifolia) nebo částečně nadzemním kmenem. Z kmene vyrůstají zpeřené listy. Jeden druh zamií roste epifytně, tj. přisedlý na stromech podobně jako bromélie či orchideje (Zamia pseudoparasitica).
Na rozdíl od cykasovitých nemají listy zamií středovou žílu, pouze řadu rovnoběžných žilek. Nové listy vyrůstají z kmene buď po jednom, nebo ve vrzích více listů najednou, jsou buď zelené nebo zbarvené, často hnědě (Zamia roezlii).
Samčí šišky v počtu jedna až mnoho jsou vztyčené nebo sklánějící se, krátce chlupaté. Samičí šiška je jedna, občas několik, oválné až soudkovité, krátce chlupaté.
Šupiny šišek zamií (sporofyly) jsou typicky krátce chlupaté, bez ostnů, rohů či jakékoliv další ozdoby.

## Rozmnožování
Zamie jsou podobně jako všechny cykasy dvoudomé rostliny, které se rozmnožují semeny, případně i oddělením kmenových výhonků. Samčí rostlina tvoří šišky, samičí rostlina tzv. megasporofyly. Opylování je v přírodě vázáno na specifický druh hmyzu (např. u druhu Zamia integrifolia je to nosatec Rhopalotria mollis z čeledi Curculionidae)). V zajetí je možné umělé opylování.

## Rozšíření
Zamie jsou rozšířeny od Severní Ameriky (Z. integrifolia je jediný druh původně z USA a dosahuje zde až po stát Georgie) až po Boliívii v Americe Jižní (zde druh Zamia boliviana). Z fosilních nálezů však vyplývá, že areál tohoto rodu zasahoval dříve až po Argentinu.
Druhy zamií rostou v řadě různých prostředí. Většina z nich je nicméně vázána na deštné pralesy, kde se nevyskytují pravidelné požáry a vody je dostatek. Další skupina roste v otevřených suchých prostranstvích, nebo řídkých lesích, savanách a křovinatých oblastech.

## Zamie v Česku
Nejvíce zamií je pěstováno v soukromých sbírkách. Z veřejných sbírek vlastní vzrostlé rostliny Botanická zahrada Liberec, kde veřejně rostou druhy Zamia pumila, integrifolia, pygmaea a furfuracea, v Praze ve skleníku Fata Morgana či v Teplicích.

## Druhy zamií

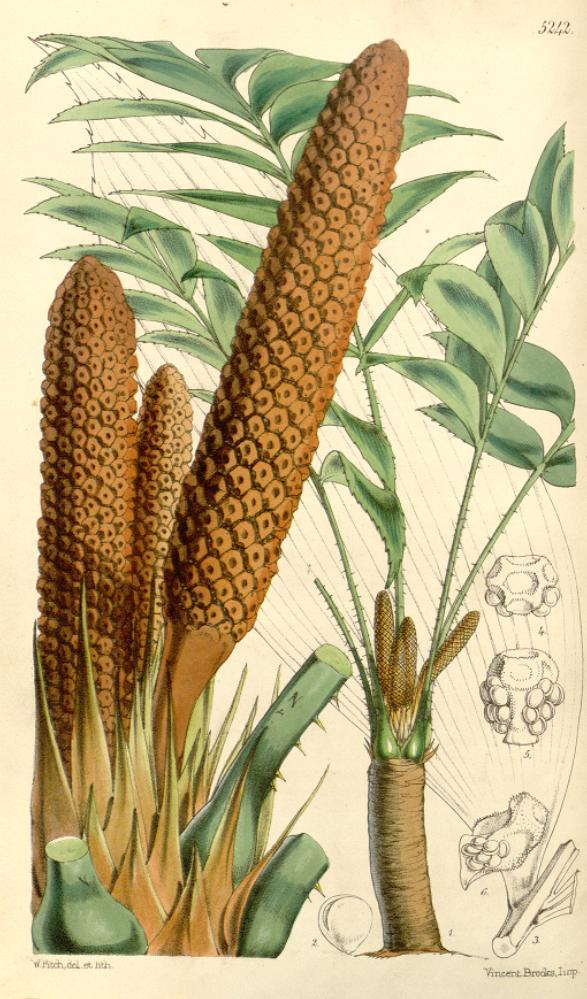
Zamia skinneri

Když v roce 1763 popsal a publikoval Carl Linné rod Zamia v časopise Species Plantarum, jako typ použil druh Zamia pumila pocházející z karibské oblasti. Jedná se o konzervované jméno. V současnosti zahrnuje tento rod 58 uznaných druhů. Jsou to:
| - Zamia acuminata - Zamia amazonum - Zamia amblyphyllidia - Zamia amplifolia - zamie úzkolistá (Zamia angustifolia) - Zamia boliviana - Zamia chigua - Zamia cremnophila - Zamia cunaria - Zamia disodon - Zamia dressleri - Zamia elegantissima - Zamia encephalartoides - Zamia fairchildiana - Zamia fischeri - zamie otrubnatá (Zamia furfuracea) - Zamia gentryi - Zamia herrerae - Zamia hymenophyllidia | - Zamia inermis - Zamia integrifolia - Zamia ipetiensis - Zamia kickxii - Zamia lacandona - Zamia lecointei - Zamia loddigesii - Zamia lucayana - Zamia macrochiera - Zamia manicata - Zamia melanorrhachis - Zamia montana - Zamia monticola - Zamia muricata - Zamia neurophyllidia - Zamia obliqua - Zamia paucijuga - Zamia picta - Zamia poeppigiana - Zamia polymorpha - Zamia portoricensis - Zamia prasina | - Zamia pseudomonticola - Zamia pseudoparasitica - zamie drobná (Zamia pumila) - Zamia purpurea - zamie trpasličí (Zamia pygmaea) - zamie Roezlova (Zamia roezlii) - Zamia skinneri - Zamia soconuscensis - Zamia spartea - Zamia standleyi - Zamia tuerckheimii - Zamia ulei - Zamia urep - Zamia variegata - Zamia vazquezii - Zamia verschaffeltii - Zamia wallisii |

Zamie je nutné odlišit od další běžně prodávané rostliny podobného názvu – kulkas zamiolistý (Zamioculcas zamiifolia), která má oproti zamii voskové a lesklé listy a chybí ji středový kmínek. Jak již název napovídá, má podobný tvar zpeřených listů. Jedná se nicméně o zcela odlišnou rostlinu, která není cykasem. Pochází z Madagaskaru a patří mezi áronovité (Araceae).

## Ochrana
Počet zamií ve volné přírodě klesá. Všechny z nich jsou chráněné a jsou zařazeny na seznam ohrožených druhů CITES II. Obchod s nimi je tedy kontrolován, jejich semena regulaci obchodu nepodléhají. Příčinou poklesu stavů jsou nejen změny na životním prostředí, ale například i průmysl. Americkou zamii celolistou (Zamia integrifolia) dostala do kategorie chráněných rostlin průmyslová výroba škrobu – z jejího kmene v letech 1845–1925 se získávala tato látka (až 60 % škrobu, nejvíce ze všech cykasů).